# Ялець Данилевського
Ялець Данилевського (Leuciscus danilewskii) — риба родини ялецеві. Названа на честь Миколи Данилевського, письменника, культурознавця, філософа та автора робіт із риборозводництва.

## Розповсюдження
Ендемік басейну Дону. В Україні зараз поширений тільки в корінному руслі і деяких лівих притоках Сіверського Дінця (західна межа ареалу).

## Будова
Найбільша довжина тіла 20 см, зазвичай 10-15 см, маса — до 100 г, зазвичай — 30-50 г. Тіло видовжене, низьке, валькувате, слабко стиснуте з боків. Рот напівнижній, майже кінцевий. Довжина рила більша за ширину лоба і в середньому становить 7,6-7,8 % стандартної довжини тіла. У бічній лінії переважно 41-45 лусок.
Спина темна, від темно-сірого або оливково-зеленого до чорного кольору, боки світло-сірі, черево світло-сріблясте. Спинний і хвостовий плавці сірі, грудні, черевні і анальний блідо-жовті, жовтувато-помаранчеві або жовтувато-червоні, райдужка очей жовтувато-оранжева.
- зображення виду в Червоній книзі України >>>>> [Архівовано 3 лютого 2014 у Wayback Machine.]

## Спосіб життя
Прісноводна річкова зграйна придонна риба, яка мешкає у корінному руслі, зрідка і в додатковій системі, де віддає перевагу ділянкам із проточною водою і піщаним, піщано-мулистим або глинистим ґрунтом.
Статевої зрілості досягає у віці 2-3 років при довжині тіла близько 9 см. Розмноження починається з кінця березня, при прогріванні води понад 5-6°С, до кінця квітня — початку травня. Плодючість до 11 тисяч ікринок. Ікра донна, клейка, відкладається на швидкій течії. Тривалість життя — до 8 років.
Живиться переважно бентосом — червами, дрібними молюсками, личинками і лялечками комах, а також падаючими у воду комахами, ікрою риб і частково рослинністю.

## Значення
Промислового значення не має. Об'єкт аматорського вилову.
Вид занесений до Червоної книги України (2009). Природоохоронний статус виду за ЧКУ-2009: «Зникаючий». В Україні відомо тільки 8 місцезнаходжень, всі в басейні Дінця: 5 в Луганській області та 3 — на Харківщині.